# Bella Flores
Bella Flores (Manilla, 27 februari 1929 – Quezon City, 19 mei 2013), geboren als Remedios Papa Dancel, was een Filipijns actrice.

## Biografie
Bella Flores werd geboren op 27 februari 1929 in Santa Cruz in de Filipijnse hoofdstad Manilla. Ze volgde nog middelbareschoolonderwijs op de Far Eastern University, toen ze in 1950 in haar eerste film Tatlong Balaraw verscheen. Ze deed daarop een screentest voor Sampaguita Pictures, een van de grote vier Filipijnse filmstudio's uit die tijd. Ze kreeg een rol in Roberto, waarin ze ze boze stiefmoeder van Tessie Agana speelde en verdiende tevens een vierjarig contract waarin ze rollen in diverse Sampaquita-films speelde. Het bleek het begin van een carrière die vele tientallen jaren duurde en waarin ze in meer dan 100 films speelde. De door haar gespeelde personages waren vaak boosaardige types. Ze was zevenmaal genomineerd voor de FAMAS Award voor beste vrouwelijke bijrol. Alleen in 1968 won ze de onderscheiding voor haar rol van Idad in Kaibigan ko'ng Sto. Niño (1967). In 1989 ontving ze een Lifetime Achievement Award from van de Film Academy of the Philippines (FAP).
Bella Flores overleed in 2013 in het Quezon City General Hospital op 84-jarige leeftijd aan een beroerte. Ze was getrouwd met politierechercheur Nestor Reyes. Samen kregen ze een dochter.